# Glenea camelina
Glenea camelina é uma espécie de escaravelho da família Cerambycidae. Foi descrita por Francis Polkinghorne Pascoe em 1867. É conhecida a sua existência no Bornéu.